# Customer Product Management
Customer Product Management ist das Verfahren zur Bedarfsermittlung und -deckung mit Produkten und Dienstleistungen im Geschäftsbereich des Bundesministerium der Verteidigung (BMVg) der Bundesrepublik Deutschland.

## Geschichte und Entwicklung
Der CPM, zunächst als „CPM 2001“, dann 2004 als „CPM 2010“ neu erlassen, regelt die Vorgehensweise, Zuständigkeiten und Abläufe bei der Deckung von Sach- und Dienstleistungen, der Entwicklung und Beschaffung von Wehrmaterial für die Bundeswehr. Er wurde unter Bundesverteidigungsminister Rudolf Scharping entwickelt und löste die bis dahin geltenden Allgemeinen Umdrucke 220 (AU 220, „Verfahrensvorschriften für die Entwicklung und Beschaffung von Wehrmaterial“ (EBMat)) und 250 (AU 250, „Entwicklungsstandard für IT-Systeme des Bundes: Vorgehensmodell“) ab.
Am 12. November 2012 wurde der novellierte CPM erlassen (CPM (nov.)). Diese Novellierung wurde auf Grund der Konzeption des neuen Ausrüstungs- und Nutzungsprozesses der Bundeswehr im Rahmen der Neuausrichtung der Bundeswehr notwendig.
In dem Bericht der Strukturkommission der Bundeswehr vom Oktober 2010 wurde auch zur Ausrüstung der Bundeswehr Stellung bezogen. Hier kam die Kommission zu dem Ergebnis:

„Die Streitkräfte erhalten ihre geforderte Ausrüstung zumeist weder im erforderlichen Zeit- noch im geplanten
Kostenrahmen.“

Die Kommission hat deshalb weitgehende Änderungen zur Aufbauorganisation vorgeschlagen, wobei sämtliche Doppelstrukturen vermieden werden sollten, indem die Aktivitäten in einer Rüstungsagentur zusammengefasst werden sollten.
Besonders kritisiert wurde die Trennung von Bundesamt für Wehrtechnik und Beschaffung (BWB) und Bundesamt für Informationsmanagement und Informationstechnik der Bundeswehr (IT-AmtBw). Darüber hinaus wurden die Bildung von Integrierten Projektteams (IPT) sowie eine enge Zusammenarbeit mit der Industrie vorgeschlagen. Solche integrierten Projektteams werden auch in Frankreich und Großbritannien eingesetzt. Im industriellen Bereich würde man von einer Berücksichtigung interner Kunden sprechen, wenn aufeinanderfolgende Arbeitsprozesse verbessert werden sollen.
Das Verteidigungsministerium hat die Vorschläge der Kommission teilweise berücksichtigt, hat jedoch darauf geachtet, dass die Bundeswehrverwaltung und die militärischen Dienststellen getrennt bleiben.
So wurde das Bundesamt für Ausrüstung, Informationstechnik und Nutzung der Bundeswehr (BAAINBw) aus dem BWB und dem
IT-AmtBw geschaffen, und für den „Integrierten Planungsprozess“, aus dem in der Analysephase die ersten Forderungen an ein Projekt entstehen, ist das Planungsamt der Bundeswehr (PlgABw) 2012 als nachgeordnete Dienststelle gegründet worden.
Das Verteidigungsministerium hat bei den Abläufen einige Änderungen eingebracht, die die Bedingungen an ein modernes Qualitätsmanagementsystem erfüllen. Zu nennen sind hier die Quality-Gates, die in frühen Phasen projektspezifisch zur Qualitätslenkung und Qualitätsprüfung eingesetzt werden können, die Korrekturmaßnahmen, für die ein CPM-Lenkungsausschuss bereitsteht, und ein Fehler- und Änderungsmanagement nach einem vorhandenen Standard.
Es ist allerdings immer noch kein Ergebnisdokument für die Qualitätssicherungsplanung im CPM vorgesehen, in der die Quality-Gates für das betreffende Projekt festgelegt werden.
Die Qualitätssicherungsplanung wird erst beginnend nach Vertragsabschluss mit der Industrie nach NATO-Standards (AQAP) in Qualitätssicherungsplänen dokumentiert, falls es im Vertrag gefordert wird oder die Firma es selbst für sinnvoll hält.
Im CPM gibt es auch keine speziellen Regelungen für Musterprüfungen.

## Grundlagen
Der CPM nov. ist die ressortinterne Rahmenweisung zur fähigkeitsorientierten Bedarfsermittlung, zeitgerechten und
wirtschaftlichen Bedarfsdeckung mit einsatzreifen Produkten und Dienstleistungen sowie zu deren effizienter Nutzung.
Übergeordnetes Ziel ist es, Qualität, Effizienz und Flexibilität mit klaren Verantwortlichkeiten, eindeutigen Entscheidungskompetenzen und reduzierten Schnittstellen zu kombinieren, um insbesondere die Streitkräfte optimal zu unterstützen.
Integrierte Projektteams (IPT) sind während des gesamten Lebenswegs von Produkten unter Leitung des/der jeweils Verantwortlichen vorgesehen.
Die CPM-Dokumente werden benutzt, um den Ablauf zu steuern, und sie müssen deshalb so abgefasst werden, dass wirtschaftliche Lösungen möglich sind und bei Ausschreibungen die Möglichkeiten des Marktes im Wettbewerb genutzt werden.
Ein gemeinsames Vorgehen mit internationalen Partnern ist anzustreben.
Zur Systematisierung und Vorgabe von Standards für alle Projektbeteiligten können Quality Gates in allen Phasen, insbesondere in der Analysephase des CPM eingesetzt werden.
Für das Fehler-/ Änderungsmanagement sind dem Projektleiter das „V-Modell XT (Change Control Board)“ vorgegeben.
Für die technischen Spezifikationen einschließlich der Nachweisprüfungen sind vom CPM keine Standards vorgegeben. Sie müssen projektspezifisch mit der Industrie ausgehandelt werden.
Hier unterscheidet sich der CPM deutlich von der in den USA geübten Praxis, wo sehr viel mehr mit projektunabhängigen Standards gearbeitet wird, um Fehler zu vermeiden.

## Phasen und CPM-Dokumente

### Phasen
Das CPM gliedert ein Rüstungsprojekt grundsätzlich in drei Phasen:
- die Analysephase

- Stufe 1, in der das Planungsamt der Bundeswehr (PlgABw) das CPM-Dokument „Fähigkeitslücke und Funktionale Forderung (FFF)“ oder „Fähigkeitslücke und Funktionale Forderung (Sofortinitiative) (FFF(S))“ erstellt
- Stufe 2, in der materielle Lösungsalternativen erarbeitet und ausgesucht werden.

- die Realisierungsphase, in der dem Nutzer/Betreiber geeignete Produkte und Dienstleistungen zeitgerecht und einsatzreif zur Verfügung gestellt werden.

- die Nutzungsphase, in der das fertige Produkt an den militärischen Bedarfsträger ausgeliefert ist und von diesem bis zur Aussonderung benutzt wird.

Dabei sind alle Maßnahmen zum Erhalt und zur Wiederherstellung der Einsatzreife sowie der Einsatzfähigkeit und Einsatzbereitschaft durchzuführen damit der Verwendungszweck spezifikationsgerecht erreicht wird.

### CPM-Dokumente
Ergebnisse, wesentliche Entscheidungen und das weitere Vorgehen werden in CPM-Dokumenten festgelegt. Dokumente von Partnern mit vergleichbarem Inhalt können zu CPM-Dokumenten erklärt werden (Deckblattverfahren).
CPM-Dokumente sind:
- Fähigkeitslücke und Funktionale Forderung (FFF) bzw. Fähigkeitslücke und Funktionale Forderung (Sofortinitiative) [FFF(S)],
- Änderung zur Fähigkeitslücke und Funktionale Forderung (ÄzFFF),
- Auswahlentscheidung (AWE),
- Anpassung der Auswahlentscheidung (AAWE) und
- Genehmigung zur Nutzung (GeNu).

## Ablauf
Die Bedarfsermittlung ist Teil des Integrierten Planungsprozesses im Planungsamt der Bundeswehr (PlgABw). Der Integrierte Planungsprozess verknüpft die bisher getrennten Hauptprozesse Bundeswehrplanung, Rechnungswesen und Controlling. Hierzu gehört auch das Fähigkeitsmanagement.
Kommt eine materielle Lösung zur Schließung einer Fähigkeitslücke in Frage (Planungskategorie Rüstung und ggf. Betrieb) werden Integrierte Projektteams (IPT) unter Leitung des PlgABw eingerichtet.
Dem IPT gehören bevollmächtigte Vertreter des Bundesamtes für Ausrüstung, Informationstechnik und Nutzung der Bundeswehr (BAAINBw) sowie der potenziellen Nutzer/Betreiber und, soweit (vergabe-)rechtlich möglich, Vertreter der Industrie an.

### Analysephase

#### Analysephase Stufe 1
In der Analysephase Stufe 1 erarbeitet das IPT unter Leitung des PlgABw das CPM-Dokument „Fähigkeitslücke und Funktionale Forderung“ (FFF). Der bevollmächtigte Vertreter des BAAINBw bringt die technisch-wirtschaftliche Expertise einschließlich
Erkenntnisse aus wehrtechnischer Forschung und Technologie (F&T) ein und achtet u. a. darauf, dass die FFF so formuliert wird, dass hieraus im Teil 2 der Analysephase mehrere sinnvolle Lösungsvorschläge ableitbar sind. Der Leiter des IPT ist allein
verantwortlich und legt die FFF über die Abteilung Planung dem GenInsp zur Billigung vor.
Eine Mitzeichnung der FFF durch andere Organisationsbereiche ist ausdrücklich nicht vorgesehen. Dadurch ist sichergestellt, dass die Zeit für die Erstellung und der Inhalt einer FFF allein durch den Generalinspekteur verantwortet wird.

#### Analysephase Stufe 2
Die Billigung der FFF initiiert nun den Realisierungs- und Nutzungsprozess. Mit ihr liegt nun von der Erstellung von Lösungsvorschlägen bis zur Verwertung des eingeführten Produkts die Verantwortung durchgehend im Bereich Ausrüstung,
Informationstechnik und Nutzung (AIN). Vor diesem Hintergrund wechselt auch die Leitung des IPT im nun 2. Teil der Analysephase einmalig vom Vertreter des PlgABw zum Vertreter des BAAINBw. Der bisherige Verantwortungswechsel sowohl nach
Abschluss der Analysephase als auch nach Abschluss der Realisierungsphase findet nicht mehr statt: Es besteht eine durchgängige Verantwortung ohne Verlust von „Know-how“ über den gesamten Lebensweg des Produktes.
Der Abteilungsleiter AIN beauftragt hierzu im nachgeordneten Bereich den Präsidenten des BAAINBw mit der Erarbeitung mehrerer Lösungsvorschläge (grundsätzlich mindestens drei Lösungsvorschläge). Diese erstrecken sich abgestuft von der vollständigen Erfüllung der Forderungen (Neuentwicklung) bis zum Kauf handelsüblicher Produkte (sog. COTS Produkte). Der Generalinspekteur bzw. Chef des Planungsamts Bw wählt nur zwischen den vorgelegten Lösungsvorschlägen aus. Hierdurch ist sichergestellt, dass die Erstellung abgestufter, sinnvoller Lösungsvorschläge allein durch den OrgBereich AIN verantwortet wird. Mit der dokumentierten Entscheidung des GenInsp  oder Chef PlgABw wird der ausgewählte Lösungsvorschlag zur „Auswahlentscheidung“ (AWE) erhoben. Diese ist das haushaltsbegründende Dokument für die Realisierung und Nutzung.

### Realisierungsphase
Der Abteilungsleiter AIN beauftragt den Präsidenten BAAINBw, den ausgewählten Lösungsvorschlag unter Beachtung des Vergaberechts auszuschreiben. Die Arbeiten werden im IPT unter Leitung des Projektleiters fortgeführt. Dem IPT gehören bevollmächtigte Vertreter künftiger Nutzer/Betreiber und Vertreter des Auftragnehmers (Industrie) an.
Auf Basis eines endverhandelten Vertrages schließt der Abteilungsleiter AIN mit dem Präsidenten BAAINBw eine Zielvereinbarung (ZV) über die Realisierung und Nutzung. Die ZV ist eine gegenseitige Zusage, bei der der Abteilungsleiter AIN die Ressourcen
im Rahmen seines Verantwortungsbereichs und der Präsident BAAINBw die Erbringung der Leistung im Kosten- und Zeitrahmen gemäß AWE zusichert. Die ministerielle Steuerung erfolgt über die ZV im Rahmen des neuen Projektcontrollings.
Auf Basis der Ergebnisse der Nachweisführung, die die Einsatzprüfung mit enthält, erteilt der Projektleiter die „Genehmigung zur Nutzung“ (GeNu). Wenn dabei die Einsatzprüfung erfolgreich gegen den Maßstab der in der FFF und deren Verfeinerung in
der AWE festgelegten operativen Einsatzszenarien durchgeführt werden kann, hat der Nutzer/Betreiber die Bereitschaft zur Übernahme zu erklären.
Die Realisierungsphase wird mit Auslieferung des letzten Exemplars abgeschlossen. Damit endet die Realisierungsverantwortung des PL. Gleichzeitig übernimmt er die Verantwortung für die Nutzungssteuerung.

### Nutzungsphase
Der Projektleiter im BAAINBw bleibt für alle durchzuführenden Managementaufgaben, die sich auf den Erhalt und die Wiederherstellung der Einsatzreife eingeführter Produkte konzentrieren, verantwortlich. Dieses umfasst auch die Einleitung und
Koordinierung von Maßnahmen zur Durchführung von Produktänderungen sowie das Veranlassen von Nach-, Ergänzungs- und Ersatzbeschaffungen. Aus dem Nutzungsmanagement gewinnt zudem das BAAINBw Erkenntnisse im Rahmen seiner Materialverantwortung für den Erhalt der Einsatzreife und kann hieraus ggf. notwendigen Handlungsbedarf ableiten.
Um dieses bewerkstelligen zu können, werden die Aufgaben und die Expertise der bisherigen Nutzungsleiter im Rahmen der Neuausrichtung der Bundeswehr aus den Streitkräften in das BAAINBw verlagert (rd. 1100 überwiegend militärische Dienstposten). Im IT-AmtBw wurden Aufgaben der Nutzungssteuerung bereits früher wahrgenommen und sind inzwischen ebenfalls mit den Aufgaben der IT-Bedarfsdeckung in das BAAINBw verlagert worden.